# 錫夫里希薩爾
錫夫里希薩爾是土耳其的城鎮，由埃斯基謝希爾省負責管轄，位於該國西北部，面積2,987平方公里，海拔高度1,070米，主要經濟活動有農業和畜牧業，2010年人口為9,817人。

## 外部連結
- District governor's official website （页面存档备份，存于） （土耳其文）
- District municipality's official website （页面存档备份，存于） （土耳其文）
- Map of Sivrihisar district
- Local guide to Sivrihisar （页面存档备份，存于） （土耳其文） / （英文）
- Local information website （土耳其文）

39°27′00″N 31°32′16″E / 39.45000°N 31.53778°E